# La tana (racconto)
La tana è uno degli ultimi racconti (e il secondo per lunghezza, dopo La metamorfosi) dell'autore boemo di lingua tedesca Franz Kafka, scritto durante la sua permanenza a Berlino nel 1923, all'incirca sei mesi prima della morte. Pubblicato postumo per la prima volta nel 1931 da Max Brod, amico ed esecutore testamentario di Kafka, che ne aveva ricevuto il manoscritto da Dora Diamant, l'ultima compagna dello scrittore. Apparso poi nella raccolta intitolata Durante la costruzione della muraglia cinese.
Proprio come per La metamorfosi, Indagini di un cane, Josephine la cantante o Il popolo dei topi, anche la tana appartiene alle storie di animali, una tipologia utilizzata spesso da Kafka; narra dei continui disperati sforzi intrapresi da un protagonista - per metà umano e per metà animale - di costruirsi un'abitazione perfetta, così da potersi proteggere efficacemente dai suoi nemici invisibili.
In tutto il testo (rimasto incompiuto), che è narrato in prima persona, vi è l'idea ossessiva di riuscir a realizzare una complessa opera architettonica, e dalla paura d'esser attaccato da potenziali nemici i quali però non danno mai prova d'esistenza reale: la tana, creata in questa costante ricerca di perfezione, non produce però quella pace e tranquillità che s'attendeva di trovare ma, piuttosto, ciò gli provoca ansie crescenti.

## Trama
La storia viene raccontata in prima persona da un narratore di cui si sa molto poco, si comprende però che si tratta di una creatura che possiede entrambe le caratteristiche, umane e animali (un misto tra un roditore e un architetto): in principio viene annunciato il completamento della propria tana, un elaborato sistema di cunicoli costruiti nel corso di un'intera vita. Egli ha duramente lavorato e s'è impegnato molto per costruirla; spera vivamente che ciò gli permetterà finalmente di poter vivere in pace, totalmente isolato dal mondo esterno.
La costruzione sotterranea è costituita da lunghi corridoi labirintici, rotatorie, ampie gallerie ed una roccaforte; unico collegamento con l'esterno, la porta d'uscita, è nascosto e coperto da uno strato di gelatina. Il narratore, unico abitante della tana, vive felicemente la sua vita solitaria, impegnato com'è a far giorno per giorno le piccole riparazioni necessarie e i vari miglioramenti del caso, oltre ad accumulare riserve di cibo.
Eppure, nonostante tutti questi accorgimenti, vive nel costante terrore di essere attaccato da un misterioso ed invisibile nemico il quale pare aver l'intenzione di voler invadere il proprio rifugio. Nel tentativo d'evitar una tale intrusione, si mette a costruire vari passaggi che non conducono ad altro che a vicoli ciechi; trasforma sempre più la tana in un labirinto a zig zag, perennemente alla ricerca di nuove idee per ampliar in complessità la propria abitazione e renderla sempre più sicura.
I suoi pensieri e le riflessioni razionali che compie vengono spesso interrotte da fasi in cui s'impegna in ristrutturazioni sconsiderate e in cui divora compulsivamente tutte le riserve di cibo. Di tanto in tanto esce per andar a caccia, ma anche per auto-convincersi che in realtà la sua tana non è affatto minacciata dall'esterno; ma questi brevi viaggi invece di dargli il tanto sperato sollievo finiscono per procurargli enormi problemi, in quanto ha il timore di attirar l'attenzione sull'ingresso mimetizzato della sua tana.
Un giorno incomincia a sentire un suono misterioso, che egli descrive come un sibilo all'interno della tana, cerca allora subito di trovar la fonte di questo insolito rumore mai udito prima; secondo la prima ipotesi che fa il rumore potrebbe essere causato da piccoli animali che vivono in tane vicine e/o parallele alla sua. Inizia quindi a scavare dei cunicoli esplorativi al fine di cercar l'origine del suono; ma il sibilo non si ferma, cosicché la ricerca del protagonista si fa sempre più ossessiva.
Questo persistere del disturbo lo fa giungere alla conclusione che vi dev'essere un'unica ed ostile creatura vicina alla sua tana, e che questa non può altri che aver l'intenzione di ucciderlo. Diviso tra la paura e la rassegnazione, attende in posizione difensiva l'arrivo del nemico.
La storia s'interrompe bruscamente all'interno d'una frase: "Tutto invece è rimasto immutato..."

## Interpretazioni autobiografiche
Molti critici considerano la tana come un lavoro contenente ampi riferimenti biografici, per Bert Nagel si tratta anzi della "creazione più autobiografica di Kafka"; vi sono difatti diversi documenti in cui l'autore si considera esser come un animale rinchiuso all'interno d'una tana, ad es. in una lettera risalente al 1922: "Corro in tutte le direzioni... come un animale in preda alla disperazione dentro la sua tana". Nel 1913 scrive nel suo diario:"Io non sono nulla, altro che letteratura, non posso e non voglio essere qualcosa d'altro"